# Comenda (Gavião)
Comenda, früher Castelo Cernado, ist eine Gemeinde in der portugiesischen Region Alentejo. Das Flussschwimmbad Praia fluvial da Ribeira da Venda und die nahe römische Brücke können als Hauptanziehungspunkte der Gemeinde gelten.

## Geschichte
Die Spuren der frühesten Besiedlung des heutigen Gemeindegebietes von Comenda reichen bis in die Jungsteinzeit. Aus römischer Zeit ist eine Brücke über die Ribeira da Venda erhalten geblieben.
Die erste neuzeitliche Siedlung im heutigen Gemeindegebiet war vermutlich im 16. oder 17. Jahrhundert eine Ortschaft namens Vila Franca. Die Gemeindekirche befand sich dort bis 1755, als sie vermutlich durch das Erdbeben von Lissabon 1755 beschädigt wurde, Überreste sind dort bis heute zu finden. Der Ort soll zu der Zeit, nach Ausbruch der Pest, verlassen worden sein und etwa 5 km weiter entstand die heutige Ortschaft. Die Gemeinde hieß lange Castelo Cernado und hatte damals 245 Einwohner in drei Ortschaften.

## Verwaltung
Comenda ist Sitz einer gleichnamigen Gemeinde (Freguesia) im Kreis (Concelho) von Gavião im Distrikt Portalegre. In ihr leben 692 Einwohner auf einer Fläche von 692 km² (Stand 19. April 2021).
Folgende Orte gehören zur Gemeinde:
- Comenda
- Ferraria
- Vale de Feiteira
- Vale Junco
- Vale de S. João